# Nad Rzeką (Łomnica)
Nad Rzeką – część wsi Łomnica leżąca w województwie mazowieckim, w powiecie garwolińskim, w gminie Żelechów. 
W latach 1975–1998 Nad Rzeką administracyjnie należało do województwa siedleckiego.